# Nathan Sharpe
Nathan Charles Sharpe (Wagga Wagga, 26 febbraio 1978) è un ex rugbista a 15 e conduttore televisivo australiano, già seconda linea di Reds e Western Force e detentore al 2013, con 162 partite, del record di presenze in Super Rugby.

## Biografia
Qualificato a giocare anche per il Galles grazie a una sua nonna proveniente da tale Paese, Sharpe crebbe nei Queensland Reds di Brisbane, club con cui esordì nel Super 12 1998; all'epoca aveva già militato nell'Australia U-19 (1996) e U-21 (1997).
Nel 2002 debuttò negli Wallabies in un test match a Melbourne contro la Francia; l'anno seguente fu in campo alla Coppa del Mondo di rugby 2003 che si tenne proprio in Australia, e fu in campo in tutti gli incontri, raggiungendo la finale del torneo, poi persa contro l'Inghilterra.
Giocatore dall'alto rendimento, l'Australian Rugby Union lo incluse nella lista dei dieci migliori Nazionali del decennio nel 2005; nel 2006 passò ai Western Force di Perth, franchise di nuova formazione.
Un anno più tardi fu parte della squadra australiana alla Coppa del Mondo di rugby 2007 in Francia, in cui disputò 4 incontri; nel 2008 superò le 100 partite in Super Rugby, nono giocatore a raggiungere tale traguardo.
Prese, inoltre, parte alla Coppa del Mondo di rugby 2011 in Nuova Zelanda, classificandosi al terzo posto finale.
Ritiratosi dall'attività agonistica alla fine del Super Rugby 2012 dopo un record di 162 incontri disputati in tale torneo (70 con i Reds e 92 con il Western Force), Sharpe rinviò il ritiro definitivo per rispondere alla chiamata degli Wallabies in tour in Europa a fine anno; il suo ultimo incontro, internazionale e assoluto, fu il 1º dicembre a Cardiff in occasione della vittoria per 14-12 sul Galles. Come rito alla conclusione della sua carriera rugbistica i suoi compagni di squadra gli fecero battere il calcio di trasformazione prima del fischio finale, non trasformandolo per pochi centimetri.
Dal febbraio 2013 fa parte dello staff di Fox Sports Australia come conduttore e commentatore di rugby.